# 짐 데일

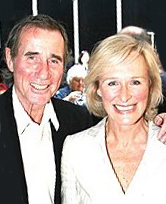

짐 데일(Jim Dale, 1935년 8월 15일 ~ )은 영국의 배우, 가수, 싱어송라이터, 연극 배우, 성우, 영화배우이다.
로트웰에서 태어났다.

## 영화
- 더 보이즈 - 셔먼 브라더스 스토리 (2009년)
- 푸싱 데이지 (2007년)
- 허클베리 핀의 모험 (1985년)
- 함정 (1984년)
- 조셉 앤드류스 (1977년)
- 피터의 용 (1977년)
- 디그비, 더 비기스트 도그 인 더 월드 (1973년)
- 락 업 유어 도터스! (1969년)
- 겨울 이야기(영어판) (1968년)